# 電波新聞社
株式会社電波新聞社（でんぱしんぶんしゃ）は、電子部品・家電などエレクトロニクス全般に視点を当てた新聞・メディアを主体とする会社。東京都品川区東五反田に本社を置く。
電気新聞を発行する日本電気協会や、電波タイムズを発行する電波タイムス社とは別会社で、資本や来歴の上でも一切関係ない。

## 概要
家電量販店や地域家電店、携帯電話ショップなど流通部門を扱うことも特徴。かつては米国『ビルボード』誌と提携していた。電気関連プロダクツと電子産業情報をメインとした主力媒体の日刊電波新聞は、朝日新聞社の販売網と提携しており、容易に宅配購読することが可能である。

### コンピュータ関連事業
1977年10月から1995年4月まで、当初「マイコン」と呼ばれていた家庭用コンピュータを扱う雑誌『月刊マイコン』を刊行。1982年には、趣味（ホビー）としての「マイコン」「パソコン」プログラム初心者に重きを置いた雑誌『マイコンBASICマガジン』（ベーマガ）を刊行。この2誌（特に後者）は、コンピュータ愛好者たちに有形無形の影響を与えた。また、月刊マイコン/ベーマガを核とした出版部では、月刊誌の掲載プログラムを記録したメディアや、持ち込まれたオリジナルソフトウェアを発売した。「ビデオゲームアンソロジー」シリーズなど、X68000にアーケードゲームの名作を次々と移植していた。
1983年には、コンピュータ出版以外の業務を「マイコンソフトウェア開発室」として分離、Microsoft Windows登場以前の1980年代に普及していた各社国産パソコン向けソフトウェア（テレビゲーム）を開発するようになる。一時期は著名なゲームソフト会社のゲームを、各機種に多く移植・販売していた。一例として、ナムコ（後のバンダイナムコエンターテインメント）より『マッピー』『ゼビウス』『ドルアーガの塔』など、データイーストより『バーガータイム』『バーニン'ラバー』、セガより『スペースハリアー』など。
マイコンソフトウェア開発室は1991年にマイコンソフトとして分社し、ソフトウェア事業を終息させて以降もパソコン・テレビゲーム機器の映像関連周辺機器を長く作り続けていたが、2018年10月に電波新聞社に吸収合併。以後は「株式会社電波新聞社マイコンソフト事業部」として事業を継続している（一部を除き従来扱っていた商品も概ね引き続き販売している）。

## 沿革
- 1950年5月　電波新聞社創立　電波新聞を創刊
- 1962年6月　電波新聞を日刊に移行。全国の朝日新聞販売店から戸別配達開始
- 1971年2月　東京本社新社屋第一期工事完成、地上9階、地下2階約8,000㎡
- 1971年5月　株式会社電波エージェンシー（関連会社）設立
- 1972年11月 現地法人Dempa Publications, Inc（アメリカ合衆国）設立
- 1973年12月 株式会社コンピュータービジネス（関連会社）設立
- 1977年7月　米国ビルボード社と提携。ミュージックラボ（関連会社）に資本参加
- 1980年3月　デュッセルドルフ支局（ドイツ）開設
- 1985年4月　東京本社社屋増改築工事完成、地上9階、地下2階約16,500㎡
- 1990年　創業者の平山秀雄社長が会長に就任　平山哲雄副社長が社長に就任
- 1991年　平山秀雄会長が死去
- 1994年7月　クアラルンプール支局（マレーシア）開設
- 1995年2月　Dempa Asia Advertising HK LTD（中華人民共和国香港特別行政区）設立
- 1996年1月　ソウル支局（大韓民国）開設　International Dempa Trade Co.LTD（台湾）設立
- 1997年4月   Dempa Asia Philippines, Inc（フィリピン）設立
- 2017年12月　平山哲雄社長退任。後任に平山勉が就任[1]

## 刊行物

### 現在
- 日刊電波新聞
- 電子工作マガジン

### 過去
- 月刊電気店
- 電子工業年鑑
- マイコンBASICマガジン
- 月刊マイコン
- ラジオの製作
- 月刊オーディオビデオ
- コンピュータ・ミュージック・マガジン